# Azahar (pel·lícula)
Azahar és una pel·lícula d'animació espanyola del 2018 dirigida per Rafael Ruiz Ávila, coautor del guió amb Juan Ramón Ruiz de Somavía, inspirat en la llegenda de la penya dels enamorats, pròpia de la regió d'Antequera. Fou produïda per Granada Film Factory i distribuïda per Barton Films.

## Sinopsi
Al final de l'Edat mitjana, quan les disputes entre cristians i àrabs arribaven a la seva fi a la península Ibèrica. Azahar, una nena àrab desperta i intel·ligent, rep del seu oncle Amir el mapa que assenyala la ubicació d'un antic tresor. La llegenda diu que el cor d'una muntanya es va convertir amb el pas dels segles en un diamant poderós i màgic.
Azahar parteix a la recerca del tresor. És llavors quan coneix Jaime, un nen cristià, tot cor i res de cervell, que viatja al costat del seu padrí Gonzalo (“El Gran Capità”) per terres mores, per a negociar la pau amb els nassarites. La seva trobada es complica quan Azahar i Jaime, són capturats per uns bandits. En la seva travessia, els nens coneixeran a tota mena de personatges pintorescos. Hauran de superar nombrosos contratemps i sortejar els perversos plans d'Abellan i Nasur, posant a prova el seu valor i enginy fins a arribar a les entranyes de la fortalesa vermella: L'Alhambra.

## Recepció
Fou nominada al Goya a la millor pel·lícula d'animació i a la millor pel·lícula d'animació a les Medalles del Cercle d'Escriptors Cinematogràfics de 2018.